# Pflanzenschutzorganisation für Europa und den Mittelmeerraum

Mitgliedstaaten der EPPO

Die Pflanzenschutzorganisation für Europa und den Mittelmeerraum (EPPO) ist eine internationale Organisation zur Zusammenarbeit der europäischen Länder im Bereich des Pflanzenschutzes. EPPO ist die Abkürzung für den englischen Namen European and Mediterranean Plant Protection Organization; gebräuchlich ist auch die Kurzform OEPP für Organisation Européenne et Méditerranéenne pour la Protection des Plantes.
Gegründet wurde die EPPO am 30. November 1955 von zunächst 15 Staaten. Heute hat sie 52 Mitglieder (Stand Juni 2021). Ständiger Hauptsitz ist Paris. Die EPPO untersteht dem Internationalen Pflanzenschutzübereinkommen (IPPC), das durch die Ernährungs- und Landwirtschaftsorganisation (FAO) auf ihrer 6. Sitzung 1951 verabschiedet wurde.
Die EPPO verwaltet die EPPO-Codes.